# 刘长言
刘长言（?—?），金朝大臣，完颜亮时尚书右丞。
金国废刘齐，梁王完颜宗弼领行台省事，范拱为官属。范拱推荐李南、张辅、刘长言。刘长言自汝州郏城酒监擢升为省郎，大家不知他为什么被进升，范拱自己也不说。天德三年（1151年）三月庚寅，刘长言以翰林学士充祝宋生日使。正隆五年（1160年）三月庚子，以司徒判大宗正事萧玉为御史大夫，司徒如故，尚书右丞纥石烈良弼为尚书左丞，刘长言由横海军节度使升任尚书右丞。十一月乙酉，尚书右丞刘长言罢职务。